# 放光寺 (鴻巣市)
放光寺（ほうこうじ）は、埼玉県鴻巣市にある真言宗豊山派の寺院。

## 歴史
創建年代は不明である。ただ当地はかつて鎌倉幕府御家人の安達藤九郎盛長の所領だったこと、盛長の坐像を所蔵するなど、盛長に関する伝承があることから、鎌倉時代初期に創建された可能性がある。
その後、1664年（寛文4年）に寂した朝遍によって中興された。当寺は度々火災に遭っており、古記録を失ったため、開山や中興に関する詳細は不明となっている。

## 文化財
- 木造安達藤九郎盛長坐像（埼玉県指定有形文化財 平成元年3月17日指定）[2]
- 糠田出土渥美壺1点（鴻巣市指定文化財 平成11年3月24日指定）[3]

## 交通アクセス
- 北鴻巣駅より徒歩38分。
- 鴻巣駅西口もしくは北鴻巣駅西口からフラワー号田間宮コースで、「糠田本田」もしくは「放光寺裏」停留所下車（放光寺裏は直線距離では近いが、最寄の裏口は通常開門していないので、表へ回り込む必要がある）。